# Цесьле-Мале
Цесьле-Мале (пол. Cieśle Małe) — село в Польщі, у гміні Колачково Вжесінського повіту Великопольського воєводства.
Населення — 73 особи (2011).
У 1975-1998 роках село належало до Познанського воєводства.

## Демографія
Демографічна структура станом на 31 березня 2011 року:
|          | Загалом | Допрацездатний вік | Працездатний вік | Постпрацездатний вік |
| -------- | ------- | ------------------ | ---------------- | -------------------- |
| Чоловіки | 36      | 11                 | 23               | 2                    |
| Жінки    | 37      | 9                  | 23               | 5                    |
| Разом    | 73      | 20                 | 46               | 7                    |